# Champs-sur-Marne
Champs-sur-Marne és un municipi francès, situat al departament de Sena i Marne i a la regió de l'Illa de França. L'any 1999 tenia 24.553 habitants.
Forma part del cantó de Champs-sur-Marne, del districte de Torcy i de la Comunitat d'aglomeració de París-Vallée de la Marne.
El municipi disposa aproximadament d'un 50% de la seva superfície en espais "verds i blaus" (bosc i aigua). El castell actual, reconstruït als segles XVII i XVIII, va ser la residència de Madame de Pompadour.

## Educació
- École des ponts ParisTech